# 酒井大史
酒井 大史（さかい だいし、1968年5月8日 - ）は、日本の政治家。東京都立川市長(1期) 。父親は立川市議会議員を務めた酒井光吉。
東京都議会議員（5期）、立川市議会議員（2期）を務めた。

## 来歴
東京都立川市錦町の立川病院で生まれ、曙町で育つ。高松保育園、立川市立第二小学校、立川市立立川第二中学校、東京都立武蔵村山東高等学校(現在の東京都立上水高等学校)、中央大学法学部卒業後、伊藤忠建機株式会社に入社。
立川市議会議員だった父親の光吉の影響から政治を志し、1994年に退社し日本新党から立川市議選に当選。その後、新進党を経て、離党し、1998年に民主党から市議選に立候補し、再選。2001年、中央大学大学院法学研究科博士前期課程修了。市議2期目途中の2001年東京都議会議員選挙に民主党公認で立候補し当選。以後、4期連続当選。
2017年4月、東京21区（立川市・昭島市・日野市）を地盤としていた長島昭久衆議院議員が民進党に離党届を提出し同党を除籍されると、酒井はこれに同調する形で同区内の市議6人と共に離党した。同年7月の都議選では、都民ファーストの会推薦の無所属候補として立候補するも、689票差で惜敗。
その後長島が地域政党未来日本を立ち上げるとこれに参加し同団体の会計責任者を務めたが、2019年6月には長島が自由民主党に入党したため袂を別つこととなった。
2019年9月1日執行の立川市長選挙に立憲民主党・国民民主党・日本共産党・社民党・生活者ネットワークの支持を受け立候補したが、投開票の結果、257票差の僅差で現職の清水庄平（自民党・公明党推薦）に敗れ落選。

※当日有権者数：121,777人 最終投票率：34.74%（前回比： 5.54pts）
| 候補者名 | 年齢 | 所属党派 | 新旧別 | 得票数   | 得票率 | 推薦・支持                                                                                       |
| -------- | ---- | -------- | ------ | -------- | ------ | ------------------------------------------------------------------------------------------------ |
| 清水庄平 | 74   | 無所属   | 現     | 26,097票 | 50.25% | （推薦）自由民主党、公明党                                                                       |
| 酒井大史 | 51   | 無所属   | 新     | 25,840票 | 49.75% | （支援）立憲民主党、国民民主党、日本共産党、社会民主党、立川・生活者ネットワーク、緑の党立川支部 |

2021年東京都議会議員選挙では立憲民主党公認・生活者ネットワーク推薦で立候補し、返り咲きを果たす。
2023年2月、同年9月の立川市長選への再挑戦を表明し、立憲民主党を離党。市長選では立憲民主党や共産党の自主支援を受ける酒井、元自民都議で同党の推薦を受ける清水孝治、元立憲民主党立川市議で都民ファーストの会と国民民主党の推薦を受ける伊藤大輔ら計5人が立候補する混戦となった。酒井は野党の支持を受けるものの、現職が引退したことや東京都内で自民党と公明党の関係が悪化していたことも踏まえ、「私の政策は公明との親和性も高い」とも述べるなど幅広い層からの支持を集める戦略に切り替え、9月3日の投開票の結果、次点の清水を1,581票差で下し、初当選した。
※当日有権者数：15万2938人 最終投票率：37.15%（前回比：2.41pts）
| 候補者名 | 年齢 | 所属党派 | 新旧別 | 得票数   | 得票率 | 推薦・支持                                                       |
| -------- | ---- | -------- | ------ | -------- | ------ | ---------------------------------------------------------------- |
| 酒井大史 | 55   | 無所属   | 新     | 21,731票 | 38.73% | （支持）立憲民主党、日本共産党、東京・生活者ネットワーク、緑の党 |
| 清水孝治 | 57   | 無所属   | 新     | 20,150票 | 35.92% | （推薦）自由民主党                                               |
| 伊藤大輔 | 48   | 無所属   | 新     | 11,463票 | 20.43% | （推薦）都民ファーストの会、国民民主党                           |
| 野口園子 | 54   | 無所属   | 新     | 2,440票  | 4.35%  |                                                                  |
| 金村誠   | 48   | 無所属   | 新     | 316票    | 0.56%  |                                                                  |

ほか、立川市内で行政書士事務所を開き、株式会社総合支援協会代表取締役など務め、立川青年会議所OBとなった。